# Petr Václav
Petr Václav (* 11. června 1967 Praha) je český filmový režisér scenárista. Jeho otcem byl hudební skladatel Jiří Václav, matkou je dokumentaristka Ljuba Václavová. Ve své tvorbě se zaměřuje především na témata sociální a rasové determinace, často zpracovává témata marginalizace, sociálních rozdílů a osudu jedince v náročných podmínkách, jimž se věnuje jak v dokumentárním, tak v hraném filmu, kde řeší také problematiku partnerského soužití. Na filmech spolupracuje se spolužákem z FAMU, kameramanem Štěpánem Kučerou, a často využívá neherce. K některým snímkům složil hudbu jeho otec. Za své filmy získal mnohá česká i zahraniční ocenění za režii i scénář.

## Život a tvorba

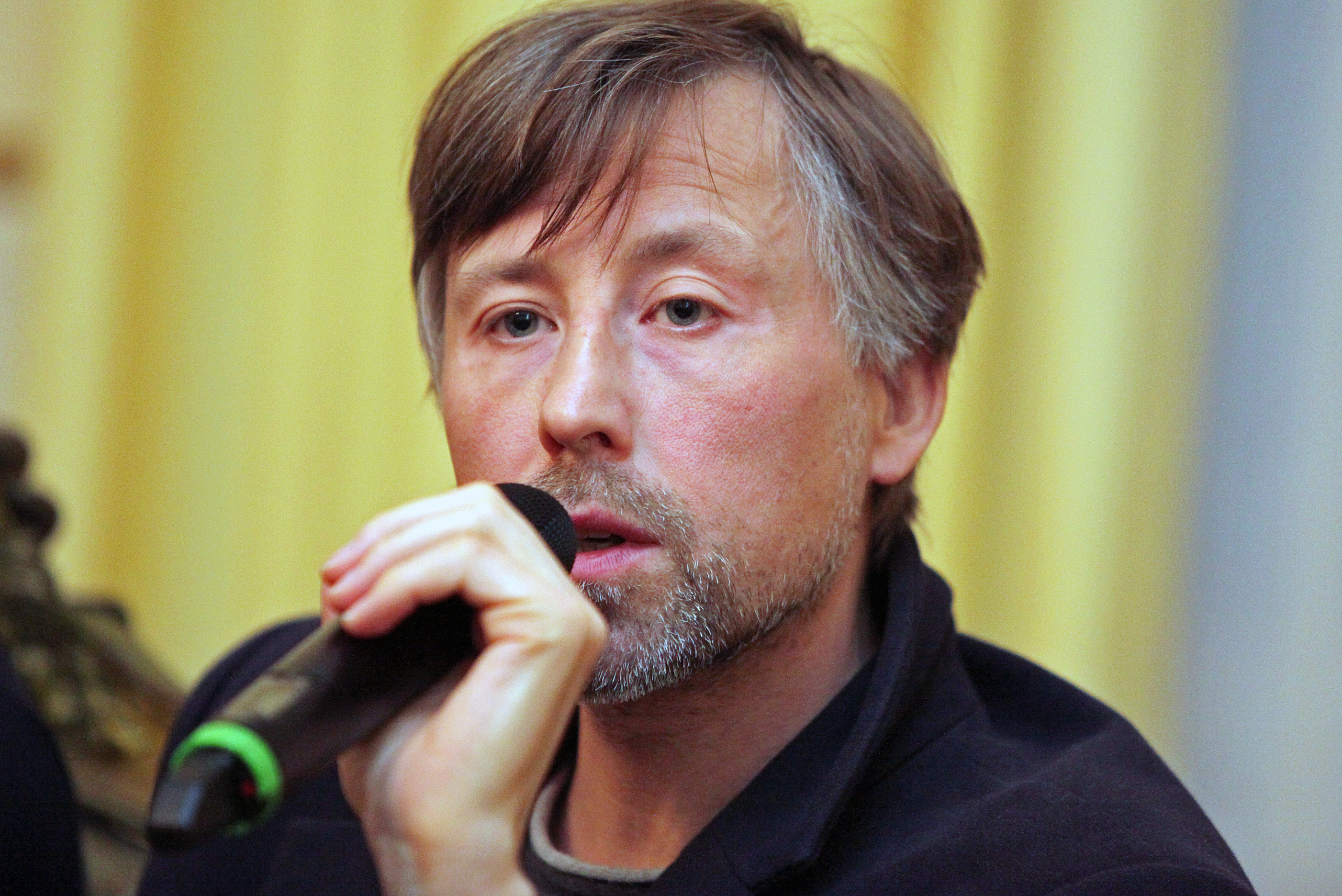
Petr Václav v roce 2016

Pochází z umělecké rodiny, sám se vydal na uměleckou dráhu spojenou s filmem. Vystudoval dokument na FAMU (1987–1995). V roce 1989 byl na stáži na pařížské filmové škole FEMIS. Jeho dokumentární školní film Paní Le Murie (1993) vyhrál první cenu za nejlepší dokumentární film na Mezinárodním festivalu filmových škol v Mnichově a byl nominován na studentského Oscara. V roce 1996 debutoval s celovečerním hraným sociálním dramatem Marian (1996), který předurčil témata jeho dalších hraných filmů, ve kterých se empaticky a civilně věnuje postavám z okraje české společnosti, zejména Romům. Snímek byl oceněn Stříbrným leopardem, cenou FIPRESCI a cenou diváků na MFF v Locarnu a byl nominován na Českého lva za nejlepší režii, scénář, kameru a střih.
Druhý celovečerní film Paralelní světy (2001) byl stejně jako Marian natočen ve francouzské koprodukci a jeho scénář Václav napsal s francouzskou spisovatelkou Marií Desplechin. Snímek vyhrál Zlatého ledňáčka na festivalu českých filmů Finále v Plzni a byl nominován na Českého lva za nejlepší mužský herecký výkon v hlavní roli a nejlepší kameru.
Petr Václav žije a pracuje od roku 2003 ve Francii a používá tam francouzskou podobu svého jména Pierre Vacclav. V roce 2006 zde natočil hodinový televizní dokument o kočovném sibiřském národě Un automne Evenk (Podzim Evenků, 2006). Pro televizní cyklus stanice ARTE Les visages d’Europe (Tváře Evropy) vytvořil čtyři středometrážní dokumentární snímky:  Bienvenue chez Gabriela (Vítejte u Gabriely, 2006) o slovenské herečce Gabriele Škrabákové, Bienvenue chez Barnabas (Vítejte u Barnabáše, 2007) o šestadvacetiletém romském kuchaři a sociálním pracovníkovi ze slovensko-ukrajinského pomezí, Tous Européens! Katerina (Všichni Evropané! Kateřina, 2007) o představitelce Strany zelených Kateřině Jacques a Tous Européens! Eugène (Všichni Evropané! Eugène, 2007) o čtyřiaosmdesátiletém francouzském venkovanovi.
Po třinácti letech se Václav snímkem Cesta ven (2014) vrátil k hranému filmu v mateřském jazyce a opět pracoval s Romy. Film vypráví příběh mladé matky, která se odmítá smířit s nepříznivými životními podmínkami. Z deseti nominací na Českého lva film proměnil sedm, včetně prestižních kategorií za nejlepší film, režii a scénář, a byl promítán na festivalu v Cannes. Zpověď zapomenutého (2015) je celovečerní hraný dokumentární film o životě a díle českého skladatele období baroka Josefa Myslivečka. Další snímek Nikdy nejsme sami (2016), který se odehrává v Československu krátce po roce 1989, vyhrál na festivalu Berlinale cenu čtenářů německého deníku Tagesspiegel. V roce 2017 natočil Václav psychologické road movie Skokan (2017) o cestě romského kriminálníka do světa a v roce 2022 uvedl v premiéře velký historický projekt, snímek Il Boemo (2022) o osudech Josefa Myslivečka v Itálii. Snímek získal šest Českých lvů, reprezentoval Česko na mnoha zahraničních festivalech a v boji o Oscara v kategorii Nejlepší cizojazyčný film.
Řadu ocenění Václav získal také za scénáře, které se z finančních důvodů nemohly realizovat nebo se zrealizovaly až o mnoho let později. Společně s Marií Desplechin napsali scénář Suivre sa princesse, s nímž se v roce 2006 dostali do finále Velké ceny pro nejlepšího scenáristu, kterou pořádá pařížská společnost Sopadin. Příběh z postkatastrofické budoucnosti lidstva Résurrections získal v roce 2008 Zvláštní uznání mezinárodní filmové laboratoře TorinoFilmLab, jež podporuje talentované autory hraných filmů z celého světa. Se scenáristkou Violaine Bellet napsal scénář Une histoire d’été pour l’hiver o čtyřicetiletém hudebním skladateli, který se vydal do Itálie, aby tu vyhledal svou dávnou lásku. Filmová nadace Barrandov a RWE ocenila v roce 2009 scénář k filmu Nikdy nejsme sami a v roce 2011 k filmu Il Boemo.

## Filmografie

### Režie
- 1996: Marian[8]
- 2001: Paralelní světy
- 2014: Cesta ven
- 2015: Zpověď zapomenutého (dokumentární)
- 2016: Nikdy nejsme sami
- 2017: Skokan
- 2022: Il Boemo

### Scénář
- 1996: Marian
- 2001: Paralelní světy
- 2014: Cesta ven
- 2016: Nikdy nejsme sami
- 2017: Skokan
- 2022: Il Boemo

### Kamera
- 2015: Zpověď zapomenutého (dokumentární)
- 2017: Skokan

## Ocenění
- Finále Plzeň – Zlatý ledňáček za film Paralelní světy (2001)
- MFF Art Film Trenčianske Teplice – Modrý anděl za film Cesta ven (2014)
- Cena české filmové kritiky za nejlepší scénář a nejlepší režii za film Cesta ven (2014)
- Český lev za nejlepší režii za filmy Cesta ven (2014) a Il Boemo (2022) a nejlepší scénář za Cesta ven (2014)
- Berlinale – cena diváků za film Nikdy nejsme sami (2016)
- San Sebastián International Film Festival – Zlatá mušle pro nejlepší film za Il Boemo (2022)